# Pennsylvania-Duits

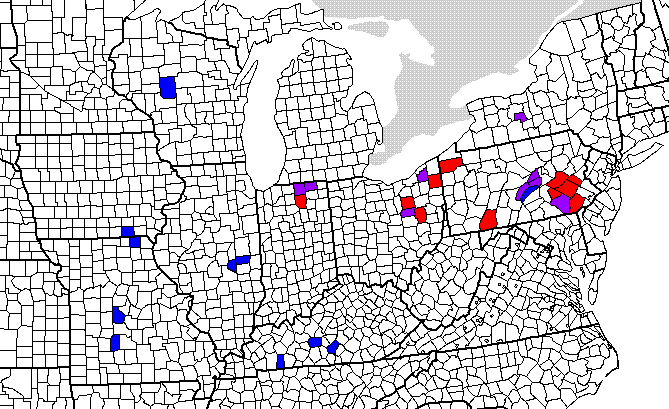
Spraakgebied

"Wij spreken de moedertaal nog"

Het Pennsylvania-Duits of Pennsilvaans (Deitsch, Pennsilfaanisch Deitsch; Engels: Pennsylvania German, Pennsylvania Dutch; Duits: Pennsylvaniadeutsch) is een dialect van het Westmiddelduits dat gesproken wordt door de Amish, de Old Order Mennonites en andere afstammelingen van Duitse immigranten in de Verenigde Staten en Canada. Het is nauw verwant aan het Paltsisch. De taal telt 130.000 à 350.000 sprekers.
Het Pennsylvania-Duits is de traditionele taal van de Pennsylvania Dutch, afstammelingen van eind-17e- tot 18e-eeuwse immigranten uit het zuiden van Duitsland, het oosten van Frankrijk (Elzas en Lotharingen) en Zwitserland die zich vestigden in de Amerikaanse staten Pennsylvania, Maryland, Virginia en North Carolina. Tegenwoordig wonen de meeste sprekers van het Pennsylvania-Duits in Pennsylvania, Ohio, Indiana, enkele andere staten in het Middenwesten en in de Canadese provincie Ontario.
Tot begin 20e eeuw was de taal wijdverspreid in plattelandsdorpen. Sindsdien wordt de taal niet meer in het openbaar gesproken, behalve in de gemeenschappen van de traditiegetrouwe Amish en Mennonieten. De meeste van deze groepen hanteren het Pennsylvania-Duits, al zijn er ook die een ander Duits dialect spreken of die eerder overschakelden op het Engels. Buiten Noord-Amerika zijn er enkele afgezonderde groepen die de taal ook nog spreken.